# Ma chérie 〜愛しい君へ〜
「ma chérie 〜愛しい君へ〜」（マシェリ いとしいきみへ）は、MALICE MIZERのシングル。1996年10月10日にMidi:Netteから発売された。

## 解説
- Gacktをヴォーカリストに迎え、新生MALICE MIZER１周年の記念としてファンクラブ「ma chérie」を発足する際にリリースされた作品。
- 元々は初代ヴォーカルのtetsuが作詞しライヴで演奏されていたが、上記の理由で詞・曲にアレンジを加えシングルとして発表された。

## 収録曲
1. ma chérie 〜愛しい君へ〜 [5:25]
作詞：MALICE MIZER、作曲：Mana
2. regret  [4:40]
作曲：Gackt.C
3. ma chérie 〜愛しい君へ〜（instrumental） [5:25]

## 収録アルバム
| アルバム                                  | 発売日                   | 備考                     |
| ma chérie 〜愛しい君へ〜                  | ma chérie 〜愛しい君へ〜 | ma chérie 〜愛しい君へ〜 |
| ----------------------------------------- | ------------------------ | ------------------------ |
| 『La Meilleur Selection de MALICE MIZER』 | 2006年10月18日           | 2ndベストアルバム        |